# Canzoni dell'appartamento
Canzoni dell'appartamento è il primo album in studio del cantautore italiano Morgan, pubblicato il 2 maggio 2003 dalla Columbia Records.
Il disco è stato premiato con una Targa Tenco come migliore opera prima nello stesso anno.

## Descrizione
Ho registrato il pianoforte nell'appartamento in orari diurni, predisponendo microfoni anche all'esterno del palazzo, così da poter avere la contemporaneità fra la musica e i continui rumori metropolitani, su piste indipendenti. Questo ha fornito al disco una parvenza di musica concreta, in alcuni passaggi di 'Me' e di 'Canzone per Natale'.
Le sessioni di registrazione acustica sono avvenute nell'appartamento di Milano, quelle elettriche negli studi 'vintage' di Mauro Pagani e presso gli studi 'Registrazioni Moderne' di Roberto Colombo. L'orchestra sinfonica è stata diretta e registrata presso il Teatro Umberto Giordano di Foggia.
Io, l'autore ho composto le musiche e i testi, ho co-prodotto l'album assieme a Roberto Colombo, gli arrangiamenti d'orchestra sono in parte miei, in parte del compositore comasco Carlo Carcano. Nonostante anche un ascoltatore attento potrebbe essere ingannato dall'atmosfera 'acustica' e 'classica' del disco, la sua sostanza è invece interamente elettronica, non perché siano stati usati sistemi di programmazione musicale o suoni campionati, ma semplicemente perché una volta composto e registrato nel disco rigido, ho scomposto l'intero lavoro per rimontarlo infine digitalmente, È 'house music'?»
(Morgan sulla realizzazione di Canzoni dell'appartamento)
L'album contiene due cover: Non arrossire, canzone scritta da Maria Monti e Giorgio Gaber (ed incisa da entrambi gli artisti) e Se, traduzione di If, canzone di Roger Waters incisa dai Pink Floyd nell'album Atom Heart Mother.
La copertina è una fotografia scattata da Ezio Cerutti nel 1950, raffigurante case popolari milanesi, riferimento all'"appartamento" dove è stato composto il disco.

## Tracce
Testi e musiche di Marco Castoldi, eccetto dove indicato.
1. Altrove – 5:43
2. The Baby – 3:39
3. Crash (Storia d'un inventore) – 4:18
4. Aria – 5:45
5. Evaporazione – 0:26
6. Non arrossire – 2:17 (Giorgio Gaber, Davide Pennati, Mogol, Maria Monticelli)
7. Me – 6:20
8. Se (If) – 3:26 (Roger Waters)
9. Italian Violence (Ballata dell'amore dopo la conquista) – 3:21
10. Heaven in My Cocktail (Tears in Her Eyes) – 5:05
11. Le ragioni delle piogge – 4:05
12. Canzone per Natale – 3:08

## Formazione
Hanno partecipato alle registrazioni, secondo le note di copertina:
Musicisti
- Morgan – voce, basso, battito delle mani, celesta, chitarra acustica, chitarra elettrica, chitarra plectrum, chitarra Sherman, loops, mellotron, organo, organo Hammond, organo Hammond B3, organo Tiger Eco, percussioni, percussioni vocali, piano Fender, piano kawai, piano elettrico Fender Rhodes, piano elettrico wurlitzer, pianoforte, rumori, sintetizzatore, synth Korg MS20, synth MS20, theremin, vocoder, cori
- Sergio Carnevale – batteria, battito delle mani, percussioni
- Agostino Nascimbeni – battito delle mani
- Roberto Colombo – battito delle mani, piano elettrico wurlitzer, organo Hammond, organo Hammond B3
- Alessandro Pacho – berimbau, cimbali, gong, m'bira, miscellaneous, percussioni, shaker, tamburi d'acqua, toy typewriter
- Marco Carusino – chitarra, chitarra acustica a 12 corde, chitarra elettrica, chitarra slide
- Phil Drummy – nacchere, percussioni
- Daniele – vocoder

Orchestra "Suono Sud" di Foggia
- Valentino Corvino – violino solista
- Laura Aprile – violino
- Luisa Scolletta – violino
- Michele Trematore – violino
- Orazio Sarcina – violino
- Ornela Koka – violino
- Clelia Sguera – violino
- Federico Valerio – violino
- Raffaele Vena – viola
- Paolo Castellitto – viola
- Pierluigi Minicozzi – viola
- Marco Balzano – viola
- Francesco Montaruli – violoncello
- Gianni Cuciniello – violoncello
- Daniele Miatto – violoncello
- Remo Ianniruberto – violoncello
- Massimiliano Mauthe – contrabbasso
- Matteo De Padova – contrabbasso
- Michele Mitola – percussioni
- Domenico Sarcina – oboe
- Antonio Amenduni – flauto traverso
- Fernando Saracino – fagotto
- Vincenzo Conteduca – clarinetto
- Luciano Pischetola – trombone
- Giuseppe Lentini – sassofono
- Simone Lovino – corno francese

Produzione
- Morgan – produzione, missaggio, montaggio
- Roberto Colombo – produzione
- Massimo Faggioni – registrazione (Registrazioni Moderne)
- Celeste Frigo – registrazione (Next Officine Meccaniche), missaggio
- Matteo Dolla – registrazione (L'appartamento)
- Gabriele Gigli – assistenza tecnica
- Matteo Bolzoni – assistenza tecnica
- Peppe De Angelis – assistenza tecnica
- Taketo Gohara – assistenza tecnica
- Diego Di Chiara – assistenza tecnica
- Tommaso Colliva – assistenza tecnica
- Guido Andreani – assistenza tecnica
- Guy Davie – mastering
- Aldebran Niko – finalizzazione
- Valerio Soave – produzione esecutiva
- Dominique Degli Esposti – fotografia
- Maurizio Camagna – fotografia
- Paolo De Francesco – artwork
- Douglas G. Hofstadter – ambigramma Marco o Morgan

## Classifiche
| Classifica (2003) | Posizione massima |
| ----------------- | ----------------- |
| Italia            | 13                |